# براد مارتن
براد مارتن هو متزلج على الثلوج كندي، ولد في 12 أغسطس 1986 في هاميلتون في كندا.

## وصلات خارجية
- براد مارتن على موقع الاتحاد الدولي للتزلج (ركوب لوح الثلج) (الإنجليزية)
- براد مارتن على موقع أوليمبيديا (الإنجليزية)